# Макулодистрофія
Макулодистрофія — загальна назва групи з десятків захворювань центральної області сітківки. Кожна з патологій цілком можливо здатна знищити центральний зір. Наприклад, вікова макулодистрофія (ВМД) — основна причина соціальної сліпоти в усьому світі. Це хвороба від якої гинуть світлочутливі клітини в центрі сітківки (в макулі). Внаслідок цього, здатність розрізняти дрібні деталі, бачити предмет в центрі поля зору може бути повністю втраченою. Центральна серозна макулодистрофія — вражає діяльних молодих людей, створює загрозливе становище для їхнього руху на шляху до успіху і взагалі, ймовірності збереження зору в майбутньому.

## Фактори ризику
Основними факторами ризику є вік, расова/етнічна приналежність, куріння та родинна історія. Похилий вік є найдужчим провісником ВМД, особливо після 50 років.

### Расова та етнічна приналежність
Як показано на рисунку в цьому розділі, отриманому на основі даних, наданих Національним інститутом очей Сполучених Штатів, серед осіб старше 80 років, у білих людей більш ніж у 6 разів більше причин розвинути ВМД, ніж у чорношкірих або латиноамериканців. Отже, білий колір шкіри є основним чинником ризику розвитку ВМД.

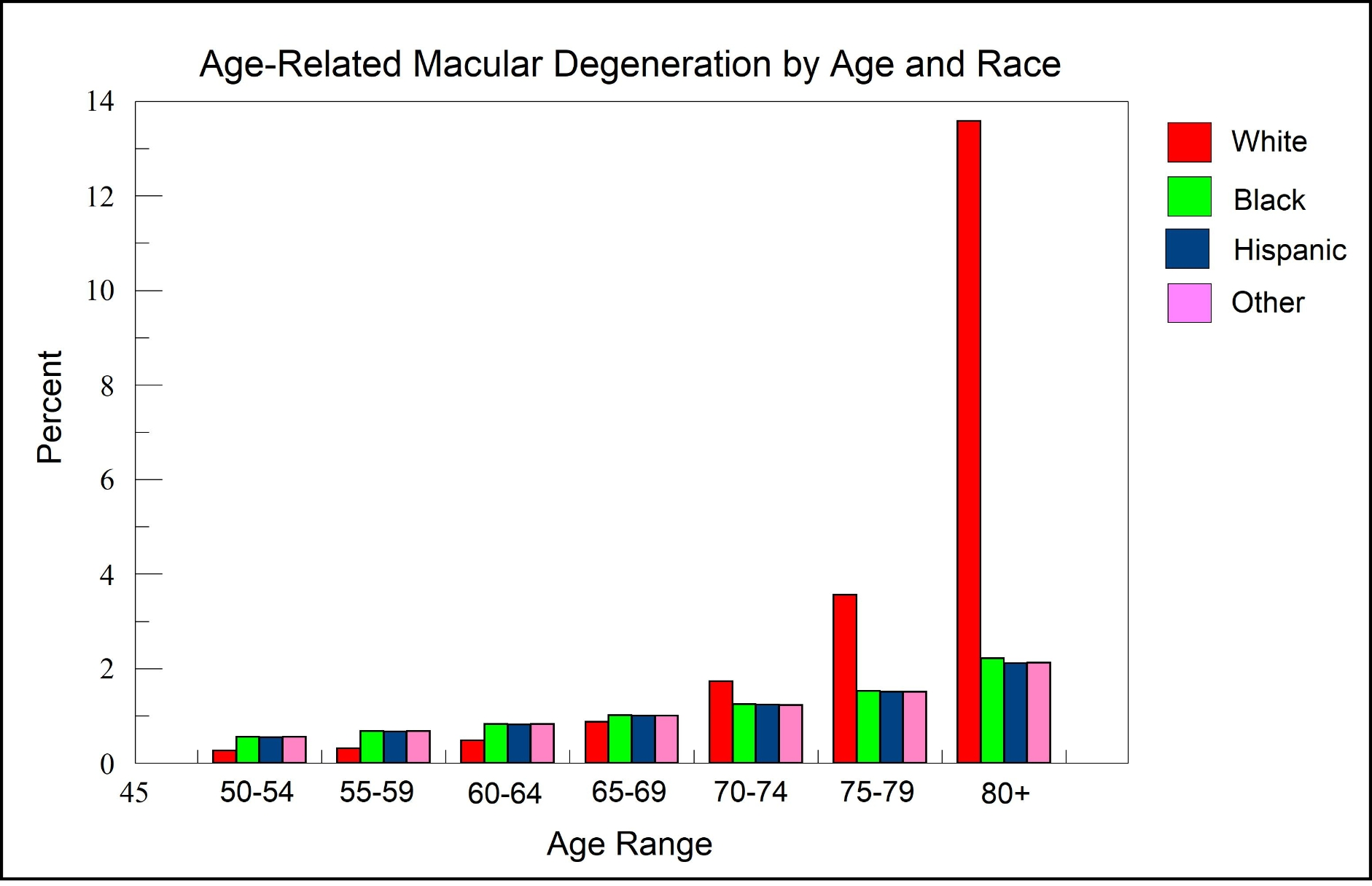
ВМД за расою та віком за даними Національного інституту очей

У європеоїдної (білої) шкіри існує особлива група поліморфних генів (зі змінами в одному нуклеотиді), які кодують ферменти та фактори транскрипції, відповідальні за ранні етапи (зокрема перший етап, утворення L-DOPA з амінокислоти тирозину) на шляху синтезу меланіну. Огляд багатьох з цих ферментів і факторів транскрипції зроблений Markiewicz і Idowu. Крім того, як це розглянули Sturm та інші. «Підвищення внутрішньоклітинних концентрацій тирозину або L-DOPA призводить до посилення меланогенезу» або утворення чорного пігменту меланіну. Отже, здається, існує зв’язок між зниженням виробництва L-DOPA та білою шкірою. Як показано на графіку в цьому розділі і з відомостей вище, знижений L-DOPA що приводить до білої шкіри, імовірно, пов’язаний із підвищеним ризиком дегенерації жовтої плями у білошкірих людей старше 80 років.

### Довкілля та спосіб життя
- Паління: куріння тютюну збільшує ризик ВМД у двічі-тричі, порівняно з людьми, котрі ніколи не курили, і може бути найважливішим змінним фактором для запобігання макулодистрофії. Огляд попередніх досліджень виявив «значний зв’язок між нинішнім курінням і ВМД... Куріння сигарет, імовірно, має отруйний вплив на сітківку».[7]

- Гіпертонія (високий кров’яний тиск): у дослідженні ALIENOR 2013 року, ранній і пізній ВМД не були суттєво пов’язані із систолічним або діастолічним артеріальним тиском (АТ), гіпертензією чи застосуванням антигіпертензивних препаратів, але підвищений пульсовий тиск [(PP) систолічний АТ мінус діастолічний АТ] значною мірою пов'язувався з підвищеним ризиком подальшої ВМД.[8]

- Атеросклероз.[9]

- Високий рівень холестерину: підвищений рівень холестерину може збільшити ризик ВМД.[10]

- Ожиріння: Абдомінальне ожиріння є чинником ризику, особливо серед чоловіків.[11]

- Споживання жиру: споживання великої кількості певних жирів, зокрема насичених жирів, транс-жирів та омега-6 жирних кислот, ймовірно, сприяє AMD, тоді як мононенасичені жири є передбачуваним захистом.[12] Зокрема, омега-3 жирні кислоти можуть знизити ризик ВМД.[13]

- Вплив ультрафіолетового світла від сонця може бути відповідальним за підвищення ризику розвитку ВМД, хоча докази цього слабкіші, порівняно з іншими причинами.[14]

- Цифровий екран не випромінює шкідливу для людських очей енергію, але тривале споглядання на екран без зупинок, збільшує напругу очей. Немає жодних доказів на підтримку твердження, що вплив цифрових моніторів сприяє ризику дегенерації жовтої плями.[14][15]

### Генетика
ВМД є дуже спадковим станом. Частота рецидивів у братів і сестер ураженої особи втричі-вшестеро вища, ніж у загальної популяції. Генетичне дослідження зчеплення, виявило 5 наборів варіантів генів у трьох місцях на різних хромосомах (1, 6 і 10), які пояснюють щонайменше 50% ризику. Ці гени відіграють роль у керуванні імунною відповіддю, запальних процесів і гомеостазу сітківки. Варіанти цих генів викликають різні види дисфункцій цих процесів. З часом це призводить до накопичення внутрішньоклітинного та позаклітинного метаболічного сміття. Це може спричинити рубцювання сітківки або порушення її васкуляризації.
Список генетичних варіацій, пов'язаних із ВМД, перелічує фактори комплементу, аполіпопротеїн Е, фактор росту фібробластів 2, білок репарації ДНК і білок 2, котрий викликає вікову макулопатію.
Попри те, що генетичне тестування може привести до визначення генетичних варіацій, які можуть спричинити розвиток ВМД, складний патогенез стану перешкоджає використанню цих тестів для рутинної практики. Тим не менш, вони можуть бути корисними під час відбору пацієнтів для клінічних випробувань та вивченні їх відгуку на лікування. Позначено три локуси, де виявлено розпізнані варіанти генів:
- Фактор комплементу H (CFH) на хромосомі 1 у місці 1q31.3[33]

- HTRA серинпептидаза 1/Сприйнятливість до вікової макулопатії 2 (HTRA1/ARMS2) на хромосомі 10 у місці 10q26[31]

- Фактор комплементу B/компонент комплементу 2 (CFB/CC2) на хромосомі 6 у 6p21.3